# Tour de France 1977
Le Tour de France 1977 est la 64e édition du Tour de France, course cycliste qui s'est déroulée du 30 juin au 24 juillet 1977 sur 22 étapes pour 4 096 km. Il est remporté pour la seconde fois par le Français Bernard Thévenet qui prend le maillot jaune à la 15e étape dans les Alpes sur un contre la montre en côte à Avoriaz . Auparavant, le jeune rouleur Allemand Dietrich Thurau (22 ans) avait porté pendant treize jours la tunique de leader. Le Tour semblait prisonnier d'une certaine torpeur mais il est sauvé par une magnifique étape entre Chamonix et l'Alpe d'Huez animée par Kuiper, Thévenet, Van Impe, Galdos et Zoetemelk.

## Généralités
- Eddy Merckx réalise son dernier Tour de France et finit 6e au classement général.
- 10 équipes de 10 coureurs se présentent au départ à Fleurance et il n'y aura que 53 % du peloton à l'arrivée.
- Création du classement par équipes aux points, remporté par l'équipe Peugeot.
- 6 contre-la-montre sont courus dans cette édition : 5 individuels et 1 par équipes.
- Terrible 17e étape Chamonix-L'Alpe d'Huez, qui voit 30 de ses 88 coureurs éliminés pour être arrivés hors-délais.
- Bernard Thévenet remporte son deuxième Tour de France après celui de 1975.
- Vitesse moyenne du vainqueur : 35,419 km/h.
- Échappée victorieuse de Bernard Quilfen, 222 kilomètres, entre Besançon et Thonon.

## Étapes
| Étape,        | Date        | Villes étapes                                         |                                         | Distance (km)         | Vainqueur d’étape         | Leader du classement général |
| ------------- | ----------- | ----------------------------------------------------- | --------------------------------------- | --------------------- | ------------------------- | ---------------------------- |
| Prologue      | 30 juin     | Fleurance – Fleurance                                 | Contre-la-montre individuel             | 5                     | Dietrich Thurau           | Dietrich Thurau              |
| 1re étape     | 1er juillet | Fleurance – Lectoure – Auch                           | Étape de plaine                         | 237                   | Pierre-Raymond Villemiane | Dietrich Thurau              |
| 2e étape      | 2 juillet   | Auch – Pau                                            | Étape de montagne                       | 253                   | Dietrich Thurau           | Dietrich Thurau              |
| 3e étape      | 3 juillet   | Oloron-Sainte-Marie – Vitoria (ESP)                   | Étape de montagne                       | 248                   | José Nazábal              | Dietrich Thurau              |
| 4e étape      | 4 juillet   | Vitoria (ESP) – Seignosse - Le Penon                  | Étape de montagne                       | 256                   | Régis Delépine            | Dietrich Thurau              |
| 5e étape (a)  | 5 juillet   | Morcenx – Bordeaux                                    | Étape de plaine                         | 138,5                 | Jacques Esclassan         | Dietrich Thurau              |
| 5e étape (b)  | 5 juillet   | Circuit de Bordeaux Lac                               | Contre-la-montre individuel             | 30,2                  | Dietrich Thurau           | Dietrich Thurau              |
|               | 6 juillet   | Bordeaux                                              | Jour de repos                           | Journée de repos no 1 | Journée de repos no 1     | Journée de repos no 1        |
| 6e étape      | 7 juillet   | Bordeaux – Limoges                                    | Étape de plaine                         | 225,5                 | Jan Raas                  | Dietrich Thurau              |
| 7e étape (a)  | 8 juillet   | Jaunay-Clan – Angers                                  | Étape de plaine                         | 139,5                 | Patrick Sercu             | Dietrich Thurau              |
| 7e étape (b)  | 8 juillet   | Angers – Angers                                       | Contre-la-montre par équipes            | 4                     | Fiat France               | Dietrich Thurau              |
| 8e étape      | 9 juillet   | Angers – Lorient                                      | Étape de plaine                         | 246,5                 | Giacinto Santambrogio     | Dietrich Thurau              |
| 9e étape      | 10 juillet  | Lorient – Rennes                                      | Étape accidentée                        | 187                   | Klaus-Peter Thaler        | Dietrich Thurau              |
| 10e étape     | 11 juillet  | Bagnoles-de-l'Orne – Rouen                            | Étape de plaine                         | 174                   | Fedor den Hertog          | Dietrich Thurau              |
| 11e étape     | 12 juillet  | Rouen – Roubaix                                       | Étape de plaine                         | 242,5                 | Jean-Pierre Danguillaume  | Dietrich Thurau              |
| 12e étape     | 13 juillet  | Roubaix – Charleroi - Aéroport (BEL)                  | Étape accidentée                        | 192,5                 | Patrick Sercu             | Dietrich Thurau              |
|               | 14 juillet  | Fribourg-en-Brisgau (RFA)                             | Jour de repos                           | Journée de repos no 2 | Journée de repos no 2     | Journée de repos no 2        |
| 13e étape (a) | 15 juillet  | Fribourg-en-Brisgau (RFA) – Fribourg-en-Brisgau (RFA) | Étape de plaine                         | 46                    | Patrick Sercu             | Dietrich Thurau              |
| 13e étape (b) | 15 juillet  | Altkirch – Besançon                                   | Étape de plaine                         | 159,5                 | Jean-Pierre Danguillaume  | Dietrich Thurau              |
| 14e étape     | 16 juillet  | Besançon – Thonon-les-Bains                           | Étape de montagne                       | 230                   | Bernard Quilfen           | Dietrich Thurau              |
| 15e étape (a) | 17 juillet  | Thonon-les-Bains – Morzine                            | Étape de montagne                       | 105                   | Paul Wellens              | Dietrich Thurau              |
| 15e étape (b) | 17 juillet  | Morzine – Avoriaz                                     | Contre-la-montre individuel en montagne | 14                    | Lucien Van Impe           | Bernard Thévenet             |
| 16e étape     | 18 juillet  | Morzine – Chamonix                                    | Étape de montagne                       | 121                   | Dietrich Thurau           | Bernard Thévenet             |
| 17e étape     | 19 juillet  | Chamonix – L'Alpe d'Huez                              | Étape de montagne                       | 184,5                 | Hennie Kuiper             | Bernard Thévenet             |
| 18e étape     | 20 juillet  | Rossignol - Voiron – Saint-Étienne                    | Étape de plaine                         | 199,5                 | —                         | Bernard Thévenet             |
| 19e étape     | 21 juillet  | Mavic - Saint-Trivier – Dijon                         | Étape de plaine                         | 171,5                 | Gerrie Knetemann          | Bernard Thévenet             |
| 20e étape     | 22 juillet  | Dijon – Dijon                                         | Contre-la-montre individuel             | 50                    | Bernard Thévenet          | Bernard Thévenet             |
| 21e étape     | 23 juillet  | Montereau – Versailles                                | Étape de plaine                         | 141,5                 | Gerrie Knetemann          | Bernard Thévenet             |
| 22e étape (a) | 24 juillet  | Paris - Circuit des Champs-Élysées                    | Contre-la-montre individuel             | 6                     | Dietrich Thurau           | Bernard Thévenet             |
| 22e étape (b) | 24 juillet  | Paris - Circuit des Champs-Élysées                    | Étape de plaine                         | 91                    | Alain Meslet              | Bernard Thévenet             |

Notes :
1. ↑  Joop Zoetemelk, initialement premier, a été déclassé à la suite d'un contrôle positif.
2. ↑  Joaquim Agostinho et Antonio Menéndez, respectivement premier et deuxième de l'étape, ont été contrôlés positifs et déclassés. Eddy Merckx, troisième, n'ayant pas été contrôlé, il n'y a pas de vainqueur pour cette étape.

## Classements

### Classement général final
| Classement général | Classement général        | Classement général   | Classement général      | Classement général   |
|                    | Coureur                   | Pays                 | Équipe                  | Temps                |
| ------------------ | ------------------------- | -------------------- | ----------------------- | -------------------- |
| 1er                | Bernard Thévenet          | France               | Peugeot-Esso-Michelin   | en 115 h 38 min 30 s |
| 2e                 | Hennie Kuiper             | Pays-Bas             | TI-Raleigh              | + 48 s               |
| 3e                 | Lucien Van Impe           | Belgique             | Lejeune-BP              | + 3 min 32 s         |
| 4e                 | Francisco Galdós          | Espagne              | Kas-Campagnolo          | + 7 min 45 s         |
| 5e                 | Dietrich Thurau           | Allemagne de l'Ouest | TI-Raleigh              | + 12 min 24 s        |
| 6e                 | Eddy Merckx               | Belgique             | Fiat France             | + 12 min 38 s        |
| 7e                 | Michel Laurent            | France               | Peugeot-Esso-Michelin   | + 17 min 42 s        |
| 8e                 | Joop Zoetemelk            | Pays-Bas             | Miko-Mercier-Hutchinson | + 19 min 22 s        |
| 9e                 | Raymond Delisle           | France               | Miko-Mercier-Hutchinson | + 21 min 32 s        |
| 10e                | Alain Meslet              | France               | Gitane-Campagnolo       | + 27 min 31 s        |
| 11e                | Raymond Martin            | France               | Miko-Mercier-Hutchinson | + 28 min 35 s        |
| 12e                | Bert Pronk                | Pays-Bas             | TI-Raleigh              | + 30 min 6 s         |
| 13e                | Joaquim Agostinho         | Portugal             | Teka                    | + 33 min 13 s        |
| 14e                | Gonzalo Aja               | Espagne              | Teka                    | + 36 min 11 s        |
| 15e                | Pierre-Raymond Villemiane | France               | Gitane-Campagnolo       | + 36 min 42 s        |
| 16e                | José Martins              | Portugal             | Kas-Campagnolo          | + 38 min 53 s        |
| 17e                | Edward Janssens           | Belgique             | Fiat France             | + 46 min 13 s        |
| 18e                | Enrique Martínez Heredia  | Espagne              | Kas-Campagnolo          | + 47 min 30 s        |
| 19e                | Pedro Torres              | Espagne              | Teka                    | + 47 min 39 s        |
| 20e                | Bernard Vallet            | France               | Miko-Mercier-Hutchinson | + 48 min 41 s        |
| 21e                | Ferdinand Julien          | France               | Lejeune-BP              | + 49 min 32 s        |
| 22e                | Christian Seznec          | France               | Miko-Mercier-Hutchinson | + 51 min 39 s        |
| 23e                | Vicente López Carril      | Espagne              | Kas-Campagnolo          | + 52 min 46 s        |
| 24e                | Régis Ovion               | France               | Peugeot-Esso-Michelin   | + 54 min 55 s        |
| 25e                | Luis Ocaña                | Espagne              | Frisol-Gazelle-Thirion  | + 1 h 2 min 9 s      |
| modifier           |                           |                      |                         |                      |

### Classements annexes finals
| Classement par points | Classement par points     | Classement par points | Classement par points   | Classement par points |
| --------------------- | ------------------------- | --------------------- | ----------------------- | --------------------- |
|                       | Coureur                   | Pays                  | Équipe                  | Point(s)              |
| 1er                   | Jacques Esclassan         | France                | Peugeot-Esso-Michelin   | 236 points            |
| 2e                    | Giacinto Santambrogio     | Italie                | Bianchi-Campagnolo      | 140 pts               |
| 3e                    | Dietrich Thurau           | Allemagne de l'Ouest  | TI-Raleigh              | 137 pts               |
| 4e                    | Pierre-Raymond Villemiane | France                | Gitane-Campagnolo       | 128 pts               |
| 5e                    | Eddy Merckx               | Belgique              | Fiat France             | 93 pts                |
| 6e                    | Barry Hoban               | Royaume-Uni           | Miko-Mercier-Hutchinson | 91 pts                |
| 7e                    | Hennie Kuiper             | Pays-Bas              | TI-Raleigh              | 76 pts                |
| 8e                    | Bernard Thévenet          | France                | Peugeot-Esso-Michelin   | 65 pts                |
| 9e                    | Jean-Pierre Danguillaume  | France                | Peugeot-Esso-Michelin   | 61 pts                |
| 10e                   | Lucien Van Impe           | Belgique              | Lejeune-BP              | 60 pts                |
| modifier              |                           |                       |                         |                       |

| Classement du meilleur grimpeur | Classement du meilleur grimpeur | Classement du meilleur grimpeur | Classement du meilleur grimpeur | Classement du meilleur grimpeur |
| ------------------------------- | ------------------------------- | ------------------------------- | ------------------------------- | ------------------------------- |
|                                 | Coureur                         | Pays                            | Équipe                          | Point(s)                        |
| 1er                             | Lucien Van Impe                 | Belgique                        | Lejeune-BP                      | 244 points                      |
| 2e                              | Hennie Kuiper                   | Pays-Bas                        | TI-Raleigh                      | 174 pts                         |
| 3e                              | Pedro Torres                    | Espagne                         | Teka                            | 143 pts                         |
| 4e                              | Bernard Thévenet                | France                          | Peugeot-Esso-Michelin           | 114 pts                         |
| 5e                              | Joop Zoetemelk                  | Pays-Bas                        | Miko-Mercier-Hutchinson         | 80 pts                          |
| 6e                              | Francisco Galdós                | Espagne                         | Kas-Campagnolo                  | 53 pts                          |
| 7e                              | Antonio Menéndez                | Espagne                         | Kas-Campagnolo                  | 52 pts                          |
| 8e                              | Joaquim Agostinho               | Portugal                        | Teka                            | 42 pts                          |
| 9e                              | Dietrich Thurau                 | Allemagne de l'Ouest            | TI-Raleigh                      | 42 pts                          |
| 10e                             | Raymond Delisle                 | France                          | Miko-Mercier-Hutchinson         | 42 pts                          |
| modifier                        |                                 |                                 |                                 |                                 |

| Classement général du meilleur jeune | Classement général du meilleur jeune | Classement général du meilleur jeune | Classement général du meilleur jeune | Classement général du meilleur jeune |
|                                      | Coureur                              | Pays                                 | Équipe                               | Temps                                |
| ------------------------------------ | ------------------------------------ | ------------------------------------ | ------------------------------------ | ------------------------------------ |
| 1er                                  | Dietrich Thurau                      | Allemagne de l'Ouest                 | TI-Raleigh                           | en 115 h 50 min 54 s                 |
| 2e                                   | Alain Meslet                         | France                               | Gitane-Campagnolo                    | + 15 min 7 s                         |
| 3e                                   | Pierre-Raymond Villemiane            | France                               | Gitane-Campagnolo                    | + 24 min 18 s                        |
| 4e                                   | Enrique Martínez Heredia             | Espagne                              | Kas-Campagnolo                       | + 35 min 6 s                         |
| 5e                                   | Henk Lubberding                      | Pays-Bas                             | TI-Raleigh                           | + 49 min 49 s                        |
| 6e                                   | Paul Wellens                         | Belgique                             | Frisol-Gazelle-Thirion               | + 55 min 48 s                        |
| 7e                                   | José Enrique Cima                    | Espagne                              | Kas-Campagnolo                       | + 1 h 4 min 6 s                      |
| 8e                                   | Eugène Plet                          | France                               | Lejeune-BP                           | + 1 h 13 min 26 s                    |
| 9e                                   | Michel Le Denmat                     | France                               | Lejeune-BP                           | + 1 h 32 min 22 s                    |
| 10e                                  | Willy Singer                         | Allemagne de l'Ouest                 | Bianchi-Campagnolo                   | + 1 h 55 min 54 s                    |
| modifier                             |                                      |                                      |                                      |                                      |

| Classement des sprints intermédiaires, | Classement des sprints intermédiaires, | Classement des sprints intermédiaires, | Classement des sprints intermédiaires, | Classement des sprints intermédiaires, |
| -------------------------------------- | -------------------------------------- | -------------------------------------- | -------------------------------------- | -------------------------------------- |
|                                        | Coureur                                | Pays                                   | Équipe                                 | Point(s)                               |
| 1er                                    | Pierre-Raymond Villemiane              | France                                 | Gitane-Campagnolo                      | 73 points                              |
| 2e                                     | Giacinto Santambrogio                  | Italie                                 | Bianchi-Campagnolo                     | 49 pts                                 |
| 3e                                     | Jacques Esclassan                      | France                                 | Peugeot-Esso-Michelin                  | 32 pts                                 |
| 4e                                     | Jean-Pierre Danguillaume               | France                                 | Peugeot-Esso-Michelin                  | 16 pts                                 |
| 5e                                     | Roland Berland                         | France                                 | Gitane-Campagnolo                      | 9 pts                                  |
| 6e                                     | Gerrie Knetemann                       | Pays-Bas                               | TI-Raleigh                             | 9 pts                                  |
| 7e                                     | Joop Zoetemelk                         | Pays-Bas                               | Miko-Mercier-Hutchinson                | 8 pts                                  |
| 8e                                     | Wilfried Wesemael                      | Belgique                               | Frisol-Gazelle-Thirion                 | 7 pts                                  |
| 9e                                     | José Martins                           | Portugal                               | Kas-Campagnolo                         | 6 pts                                  |
| 10e                                    | Fernando Mendes                        | Portugal                               | Teka                                   | 6 pts                                  |
| modifier                               |                                        |                                        |                                        |                                        |

| Classement par équipes | Classement par équipes  | Classement par équipes | Classement par équipes |
|                        | Équipe                  | Pays                   | Temps                  |
| ---------------------- | ----------------------- | ---------------------- | ---------------------- |
| 1re                    | TI-Raleigh              | Pays-Bas               | en 347 h 41 min 19 s   |
| 2e                     | Miko-Mercier-Hutchinson | France                 | + 13 min 29 s          |
| 3e                     | Kas-Campagnolo          | Espagne                | + 20 min 45 s          |
| 4e                     | Peugeot-Esso-Michelin   | France                 | + 25 min 2 s           |
| 5e                     | Teka                    | Espagne                | + 56 min 19 s          |
| 6e                     | Fiat France             | Belgique               | + 1 h 8 min 5 s        |
| 7e                     | Lejeune-BP              | France                 | + 1 h 14 min 6 s       |
| 8e                     | Gitane-Campagnolo       | France                 | + 1 h 28 min 30 s      |
| 9e                     | Frisol-Gazelle-Thirion  | Pays-Bas               | + 3 h 5 min 34 s       |
| 10e                    | Bianchi-Campagnolo      | Italie                 | + 3 h 54 min 6 s       |
| modifier               |                         |                        |                        |

| Classement par équipes par points | Classement par équipes par points | Classement par équipes par points | Classement par équipes par points | Classement par équipes par points |
|                                   | Équipes                           | Pays                              |                                   | Point(s)                          |
| --------------------------------- | --------------------------------- | --------------------------------- | --------------------------------- | --------------------------------- |
| 1re                               | Peugeot-Esso-Michelin             | France                            |                                   | 820                               |
| 2e                                | TI-Raleigh                        | Pays-Bas                          |                                   | 966                               |
| 3e                                | Miko-Mercier-Hutchinson           | France                            |                                   | 1 326                             |
| 4e                                | Gitane-Campagnolo                 | France                            |                                   | 1 384                             |
| 5e                                | Teka                              | Espagne                           |                                   | 1 559                             |
| 6e                                | Fiat France                       | Belgique                          |                                   | 1 768                             |
| 7e                                | Kas-Campagnolo                    | Espagne                           |                                   | 2 013                             |
| 8e                                | Frisol-Gazelle-Thirion            | Pays-Bas                          |                                   | 2 141                             |
| 9e                                | Bianchi-Campagnolo                | Italie                            |                                   | 2 182                             |
| 10e                               | Lejeune-BP                        | France                            |                                   | 2 227                             |
| modifier                          |                                   |                                   |                                   |                                   |

### Évolution des classements
| Étape              | Vainqueur                 | Classement général | Classement par points | Classement de la montagne | Classement du meilleur jeune | Classement des sprints intermédiaires | Classement par équipes  | Classement par équipes | Classement de la combativité |
| Étape              | Vainqueur                 | Classement général | Classement par points | Classement de la montagne | Classement du meilleur jeune | Classement des sprints intermédiaires | au temps                | aux points             | Classement de la combativité |
| ------------------ | ------------------------- | ------------------ | --------------------- | ------------------------- | ---------------------------- | ------------------------------------- | ----------------------- | ---------------------- | ---------------------------- |
| P                  | Dietrich Thurau           | Dietrich Thurau    | Dietrich Thurau       | Non décerné               | Dietrich Thurau              | Non décerné                           | TI-Raleigh              | TI-Raleigh             | Non décerné                  |
| 1                  | Pierre-Raymond Villemiane | Dietrich Thurau    | Jacques Esclassan     | Tullio Rossi              | Dietrich Thurau              | Pierre-Raymond Villemiane             | TI-Raleigh              | TI-Raleigh             | André Romero                 |
| 2                  | Dietrich Thurau           | Dietrich Thurau    | Dietrich Thurau       | Hennie Kuiper             | Dietrich Thurau              | Pierre-Raymond Villemiane             | Miko-Mercier-Hutchinson | TI-Raleigh             | Charles Rouxel               |
| 3                  | José Nazabal              | Dietrich Thurau    | Dietrich Thurau       | Lucien Van Impe           | Dietrich Thurau              | Pierre-Raymond Villemiane             | Miko-Mercier-Hutchinson | TI-Raleigh             | José Nazabal                 |
| 4                  | Régis Delépine            | Dietrich Thurau    | Jacques Esclassan     | Lucien Van Impe           | Dietrich Thurau              | Pierre-Raymond Villemiane             | Miko-Mercier-Hutchinson | TI-Raleigh             | Régis Delépine               |
| 5a                 | Jacques Esclassan         | Dietrich Thurau    | Jacques Esclassan     | Lucien Van Impe           | Dietrich Thurau              | Rik Van Linden                        | Miko-Mercier-Hutchinson | TI-Raleigh             | Jean Chassang                |
| 5b                 | Dietrich Thurau           | Dietrich Thurau    | Jacques Esclassan     | Lucien Van Impe           | Dietrich Thurau              | Rik Van Linden                        | Miko-Mercier-Hutchinson | TI-Raleigh             | Jean Chassang                |
| 6                  | Jan Raas                  | Dietrich Thurau    | Jacques Esclassan     | Lucien Van Impe           | Dietrich Thurau              | Rik Van Linden                        | Miko-Mercier-Hutchinson | Peugeot-Esso-Michelin  |                              |
| 7a                 | Patrick Sercu             | Dietrich Thurau    | Jacques Esclassan     | Lucien Van Impe           | Dietrich Thurau              | Rik Van Linden                        | Miko-Mercier-Hutchinson | TI-Raleigh             | Non décerné                  |
| 7b                 | Fiat France               | Dietrich Thurau    | Jacques Esclassan     | Lucien Van Impe           | Dietrich Thurau              | Rik Van Linden                        | Miko-Mercier-Hutchinson | TI-Raleigh             | Non décerné                  |
| 8                  | Giacinto Santambrogio     | Dietrich Thurau    | Rik Van Linden        | Lucien Van Impe           | Dietrich Thurau              | Rik Van Linden                        | Miko-Mercier-Hutchinson | Peugeot-Esso-Michelin  | Maurice Le Guilloux          |
| 9                  | Klaus-Peter Thaler        | Dietrich Thurau    | Rik Van Linden        | Lucien Van Impe           | Dietrich Thurau              | Rik Van Linden                        | TI-Raleigh              | Peugeot-Esso-Michelin  | Eddy Merckx                  |
| 10                 | Fedor den Hertog          | Dietrich Thurau    | Rik Van Linden        | Lucien Van Impe           | Dietrich Thurau              | Rik Van Linden                        | TI-Raleigh              | Peugeot-Esso-Michelin  | Dietrich Thurau              |
| 11                 | Jean-Pierre Danguillaume  | Dietrich Thurau    | Rik Van Linden        | Lucien Van Impe           | Dietrich Thurau              | Rik Van Linden                        | TI-Raleigh              | Peugeot-Esso-Michelin  | Joseph Bruyère               |
| 12                 | Patrick Sercu             | Dietrich Thurau    | Rik Van Linden        | Lucien Van Impe           | Dietrich Thurau              | Rik Van Linden                        | TI-Raleigh              | Peugeot-Esso-Michelin  | Patrick Sercu                |
| 13a                | Patrick Sercu             | Dietrich Thurau    | Rik Van Linden        | Lucien Van Impe           | Dietrich Thurau              | Rik Van Linden                        | TI-Raleigh              | Peugeot-Esso-Michelin  | Jean-Pierre Danguillaume     |
| 13b                | Jean-Pierre Danguillaume  | Dietrich Thurau    | Rik Van Linden        | Lucien Van Impe           | Dietrich Thurau              | Rik Van Linden                        | TI-Raleigh              | Peugeot-Esso-Michelin  | Jean-Pierre Danguillaume     |
| 14                 | Bernard Quilfen           | Dietrich Thurau    | Jacques Esclassan     | Lucien Van Impe           | Dietrich Thurau              | Rik Van Linden                        | TI-Raleigh              | Peugeot-Esso-Michelin  | Bernard Vallet               |
| 15a                | Paul Wellens              | Dietrich Thurau    | Jacques Esclassan     | Lucien Van Impe           | Dietrich Thurau              | Pierre-Raymond Villemiane             | TI-Raleigh              | Peugeot-Esso-Michelin  | Paul Wellens                 |
| 15b                | Lucien Van Impe           | Bernard Thévenet   | Jacques Esclassan     | Lucien Van Impe           | Dietrich Thurau              | Pierre-Raymond Villemiane             | TI-Raleigh              | Peugeot-Esso-Michelin  | Paul Wellens                 |
| 16                 | Dietrich Thurau           | Bernard Thévenet   | Jacques Esclassan     | Lucien Van Impe           | Dietrich Thurau              | Pierre-Raymond Villemiane             | TI-Raleigh              | Peugeot-Esso-Michelin  | Dietrich Thurau              |
| 17                 | Hennie Kuiper             | Bernard Thévenet   | Jacques Esclassan     | Lucien Van Impe           | Dietrich Thurau              | Pierre-Raymond Villemiane             | TI-Raleigh              | Peugeot-Esso-Michelin  | Jacques Esclassan            |
| 18                 | Non attribué              | Bernard Thévenet   | Jacques Esclassan     | Lucien Van Impe           | Dietrich Thurau              | Pierre-Raymond Villemiane             | Kas-Campagnolo          | Peugeot-Esso-Michelin  | Eddy Merckx                  |
| 19                 | Gerrie Knetemann          | Bernard Thévenet   | Jacques Esclassan     | Lucien Van Impe           | Dietrich Thurau              | Pierre-Raymond Villemiane             | Miko-Mercier-Hutchinson | Peugeot-Esso-Michelin  | Gerrie Knetemann             |
| 20                 | Bernard Thévenet          | Bernard Thévenet   | Jacques Esclassan     | Lucien Van Impe           | Dietrich Thurau              | Pierre-Raymond Villemiane             | TI-Raleigh              | Peugeot-Esso-Michelin  | Non décerné                  |
| 21                 | Gerrie Knetemann          | Bernard Thévenet   | Jacques Esclassan     | Lucien Van Impe           | Dietrich Thurau              | Pierre-Raymond Villemiane             | TI-Raleigh              | Peugeot-Esso-Michelin  |                              |
| 22a                | Dietrich Thurau           | Bernard Thévenet   | Jacques Esclassan     | Lucien Van Impe           | Dietrich Thurau              | Pierre-Raymond Villemiane             | TI-Raleigh              | Peugeot-Esso-Michelin  | Non décerné                  |
| 22b                | Alain Meslet              | Bernard Thévenet   | Jacques Esclassan     | Lucien Van Impe           | Dietrich Thurau              | Pierre-Raymond Villemiane             | TI-Raleigh              | Peugeot-Esso-Michelin  | Non décerné                  |
| Classements finals | Classements finals        | Bernard Thévenet   | Jacques Esclassan     | Lucien Van Impe           | Dietrich Thurau              | Pierre-Raymond Villemiane             | TI-Raleigh              | Peugeot-Esso-Michelin  | Gerrie Knetemann             |

1. ↑  Joaquim Agostinho et Antonio Menéndez, respectivement premier et deuxième de l'étape, ont été contrôlés positifs et déclassés. Eddy Merckx, troisième, n'ayant pas été contrôlé, il n'y a pas de vainqueur pour cette étape.

## Liste des coureurs
La liste ci-dessous présente les coureurs inscrits par numéro de dossard.
| Légende | Légende                                                                    | Légende | Légende                                                    |
| ------- | -------------------------------------------------------------------------- | ------- | ---------------------------------------------------------- |
| Num     | Dossard de départ porté par le coureur sur ce Tour                         | Pos     | Position à l'arrivée de la course                          |
|         | Indique un maillot de champion national ou mondial, suivi de sa spécialité | NP      | Indique un coureur qui n'a pas pris le départ de la course |
| AB      | Indique un coureur qui n'a pas terminé la course                           | HD      | Indique un coureur qui a terminé la course hors des délais |

| Lejeune-BP                                           | Lejeune-BP              | Lejeune-BP |
| ---------------------------------------------------- | ----------------------- | ---------- |
| Num                                                  | Coureur                 | Pos        |
| 1                                                    | Lucien Van Impe (BEL)   | 3e         |
| 2                                                    | Pierre Bazzo (FRA)      | AB-10      |
| 3                                                    | Ferdinand Bracke (BEL)  | HD-17      |
| 4                                                    | René Dillen (BEL)       | HD-17      |
| 5                                                    | Antoine Gutierrez (FRA) | HD-17      |
| 6                                                    | Ferdinand Julien (FRA)  | 21e        |
| 7                                                    | Michel Le Denmat (FRA)  | 43e        |
| 8                                                    | Roger Legeay (FRA)      | 37e        |
| 9                                                    | Eugène Plet (FRA)       | 36e        |
| 10                                                   | Roy Schuiten (NED)      | HD-17      |
| Directeurs sportifs : Henri Anglade et Pierre Schoor |                         |            |

| Miko-Mercier-Hutchinson                              | Miko-Mercier-Hutchinson   | Miko-Mercier-Hutchinson |
| ---------------------------------------------------- | ------------------------- | ----------------------- |
| Num                                                  | Coureur                   | Pos                     |
| 11                                                   | Joop Zoetemelk (NED)      | 8e                      |
| 12                                                   | Yvon Bertin (FRA)         | HD-16                   |
| 13                                                   | Raymond Delisle (FRA)     | 9e                      |
| 14                                                   | Barry Hoban (GBR)         | 41e                     |
| 15                                                   | Maurice Le Guilloux (FRA) | AB-14                   |
| 16                                                   | Raymond Martin (FRA)      | 11e                     |
| 17                                                   | Patrick Perret (FRA)      | NP-20                   |
| 18                                                   | Charly Rouxel (FRA)       | HD-17                   |
| 19                                                   | Christian Seznec (FRA)    | 22e                     |
| 20                                                   | Bernard Vallet (FRA)      | 20e                     |
| Directeurs sportifs : Louis Caput et Maurice Quentin |                           |                         |

| Peugeot-Esso-Michelin                                 | Peugeot-Esso-Michelin          | Peugeot-Esso-Michelin |
| ----------------------------------------------------- | ------------------------------ | --------------------- |
| Num                                                   | Coureur                        | Pos                   |
| 21                                                    | Bernard Thévenet (FRA)         | 1er                   |
| 22                                                    | Patrick Béon (FRA)             | HD-17                 |
| 23                                                    | Bernard Bourreau (FRA)         | 34e                   |
| 24                                                    | Jean-Pierre Danguillaume (FRA) | 35e                   |
| 25                                                    | Régis Delépine (FRA)           | HD-17                 |
| 26                                                    | Jacques Esclassan (FRA)        | 28e                   |
| 27                                                    | Michel Laurent (FRA)           | 7e                    |
| 28                                                    | Régis Ovion (FRA)              | 24e                   |
| 29                                                    | Guy Sibille (FRA)              | 40e                   |
| 30                                                    | Georges Talbourdet (FRA)       | HD-17                 |
| Directeurs sportifs : Maurice De Muer et Robert Naeye |                                |                       |

| Kas-Campagnolo                       | Kas-Campagnolo                 | Kas-Campagnolo |
| ------------------------------------ | ------------------------------ | -------------- |
| Num                                  | Coureur                        | Pos\|          |
| 31                                   | Francisco Galdós (ESP)         | 4e             |
| 32                                   | Julián Andiano (ESP)           | HD-17          |
| 33                                   | José Enrique Cima (ESP)        | 32e            |
| 34                                   | Vicente López Carril (ESP)     | 23e            |
| 35                                   | Enrique Martínez Heredia (ESP) | 18e            |
| 36                                   | José Martins (POR)             | 16e            |
| 37                                   | Antonio Menéndez (ESP)         | 45e            |
| 38                                   | José Nazábal (ESP)             | NP-16          |
| 39                                   | José Pesarrodona (ESP)         | AB-2           |
| 40                                   | Sebastian Pozo (ESP)           | AB-18          |
| Directeur sportif : Antonio Barrutia |                                |                |

| Frisol-Gazelle-Thirion                      | Frisol-Gazelle-Thirion  | Frisol-Gazelle-Thirion |
| ------------------------------------------- | ----------------------- | ---------------------- |
| Num                                         | Coureur                 | Pos                    |
| 41                                          | Luis Ocaña (ESP)        | 25e                    |
| 42                                          | Fedor den Hertog (NED)  | AB-13                  |
| 43                                          | Roger Loysch (BEL)      | 53e                    |
| 44                                          | Jan Raas (NED)          | NP-15                  |
| 45                                          | André Romero (FRA)      | AB-2                   |
| 46                                          | Roger Rosiers (BEL)     | HD-17                  |
| 47                                          | Benny Schepmans (BEL)   | AB-10                  |
| 48                                          | Theo Smit (NED)         | AB-14                  |
| 49                                          | Paul Wellens (BEL)      | 30e                    |
| 50                                          | Wilfried Wesemael (BEL) | HD-17                  |
| Directeur sportif : Florent Van Vaerenbergh |                         |                        |

| Gitane-Campagnolo                                         | Gitane-Campagnolo               | Gitane-Campagnolo |
| --------------------------------------------------------- | ------------------------------- | ----------------- |
| Num                                                       | Coureur                         | Pos               |
| 51                                                        | Alain Meslet (FRA)              | 10e               |
| 52                                                        | Jacques Bossis (FRA)            | HD-17             |
| 53                                                        | Roland Berland (FRA)            | 33e               |
| 54                                                        | André Chalmel (FRA)             | 42e               |
| 55                                                        | Jean Chassang (FRA)             | HD-17             |
| 56                                                        | Robert Mintkiewicz (FRA)        | HD-15             |
| 57                                                        | Gérard Moneyron (FRA)           | HD-17             |
| 58                                                        | Bernard Quilfen (FRA)           | HD-17             |
| 59                                                        | Willy Teirlinck (BEL)           | HD-17             |
| 60                                                        | Pierre-Raymond Villemiane (FRA) | 15e               |
| Directeurs sportifs : Cyrille Guimard et Maurice Champion |                                 |                   |

| Teka                                                      | Teka                     | Teka  |
| --------------------------------------------------------- | ------------------------ | ----- |
| Num                                                       | Coureur                  | Pos   |
| 61                                                        | Pedro Torres (ESP)       | 19e   |
| 62                                                        | Gonzalo Aja (ESP)        | 14e   |
| 63                                                        | Joaquim Agostinho (POR)  | 13e   |
| 64                                                        | Bernardo Alfonsel (ESP)  | HD-17 |
| 65                                                        | Luis Balagué (ESP)       | 47e   |
| 66                                                        | Manuel Esparza (ESP)     | AB-5  |
| 67                                                        | Andres Gandarias (ESP)   | 44e   |
| 68                                                        | Carlos Melero (ESP)      | HD-17 |
| 69                                                        | Fernando Mendes (POR)    | 27e   |
| 70                                                        | Klaus-Peter Thaler (RFA) | HD-17 |
| Directeurs sportifs : Julio San Emeterio et Miguel Moreno |                          |       |

| Fiat France                                                | Fiat France              | Fiat France |
| ---------------------------------------------------------- | ------------------------ | ----------- |
| Num                                                        | Coureur                  | Pos         |
| 71                                                         | Eddy Merckx (BEL)        | 6e          |
| 72                                                         | Cees Bal (NED)           | 51e         |
| 73                                                         | Robert Bouloux (FRA)     | 50e         |
| 74                                                         | Joseph Bruyère (BEL)     | AB-22       |
| 75                                                         | Ludo Delcroix (BEL)      | HD-17       |
| 76                                                         | Jo Deschoenmaecker (BEL) | 29e         |
| 77                                                         | Jos Huysmans (BEL)       | 48e         |
| 78                                                         | Edward Janssens (BEL)    | 17e         |
| 79                                                         | Jean-Luc Molinéris (FRA) | HD-17       |
| 80                                                         | Patrick Sercu (BEL)      | HD-17       |
| Directeurs sportifs : Raphaël Géminiani et Robert Lelangue |                          |             |

| TI-Raleigh                                         | TI-Raleigh             | TI-Raleigh |
| -------------------------------------------------- | ---------------------- | ---------- |
| Num                                                | Coureur                | Pos        |
| 81                                                 | Hennie Kuiper (NED)    | 2e         |
| 82                                                 | José De Cauwer (BEL)   | 46e        |
| 83                                                 | Gerben Karstens (NED)  | 52e        |
| 84                                                 | Gerrie Knetemann (NED) | 31e        |
| 85                                                 | Henk Lubberding (NED)  | 26e        |
| 86                                                 | Bill Nickson (GBR)     | HD-17      |
| 87                                                 | Bert Pronk (NED)       | 12e        |
| 88                                                 | Dietrich Thurau (RFA)  | 5e         |
| 89                                                 | Aad van den Hoek (NED) | HD-17      |
| 90                                                 | Piet van Katwijk (NED) | HD-17      |
| Directeurs sportifs : Peter Post et Jules De Wever |                        |            |

| Bianchi-Campagnolo                                          | Bianchi-Campagnolo          | Bianchi-Campagnolo |
| ----------------------------------------------------------- | --------------------------- | ------------------ |
| Num                                                         | Coureur                     | Pos                |
| 91                                                          | Rik Van Linden (BEL)        | HD-17              |
| 92                                                          | Luigi Castelletti (ITA)     | HD-17              |
| 93                                                          | Giovanni Cavalcanti (ITA)   | 38e                |
| 94                                                          | Willy In 't Ven (BEL)       | HD-17              |
| 95                                                          | Sergio Parsani (ITA)        | HD-17              |
| 96                                                          | Tullio Rossi (ITA)          | HD-17              |
| 97                                                          | Giacinto Santambrogio (ITA) | 39e                |
| 98                                                          | Glauco Santoni (ITA)        | AB-17              |
| 99                                                          | Willy Singer (RFA)          | 49e                |
| 100                                                         | Alex Van Linden (BEL)       | AB-14              |
| Directeurs sportifs : Giancarlo Ferretti et Bertino Bertini |                             |                    |